# نطع (شبام كوكبان)

تعديل مصدري - تعديل

نطع هي إحدى قرى عزلة ضلاع الأعلى بمديرية شبام كوكبان التابعة لمحافظة المحويت، بلغ تعداد سكانها 345 نسمة حسب تعداد اليمن لعام 2004.